# Das Appartement
Das Appartement ist eine US-amerikanische Liebeskomödie von Billy Wilder aus dem Jahr 1960 mit Jack Lemmon und Shirley MacLaine in den Hauptrollen. Zusammen mit seinem langjährigen Drehbuchautor I. A. L. Diamond produzierte Wilder den Kinofilm für United Artists. Der Film erhielt zahlreiche Preise, darunter fünf Oscars.

## Handlung
Der kleine Angestellte Baxter arbeitet in einem New Yorker Versicherungskonzern „Consolidated Life“. Er dient sich nach oben, indem er sein Junggesellen-Appartement an der Westside von Manhattan leitenden Angestellten als Liebesnest zur Verfügung stellt. Manchmal muss er stundenlang auf einer Parkbank im Central Park in der Kälte sitzen, bis er wieder in seine Wohnung zurück kann.
Eines Tages trifft sich dort Personalchef Mr. Sheldrake ausgerechnet mit der Fahrstuhlführerin Fran Kubelik, auf die auch Baxter ein Auge geworfen hat. Auf der betrieblichen Weihnachtsfeier wird ihm klar, dass seine Angebetete Sheldrakes Geliebte ist. Er erkennt ihre Puderdose mit dem zerbrochenen Spiegel wieder, die sie in seinem Appartement vergessen hat. Er ertränkt seinen Kummer in Alkohol und will sich mit einer Zufallsbekanntschaft trösten. Doch als er wieder zu Hause ist, findet er Miss Kubelik in seinem Schlafzimmer ohnmächtig auf dem Bett vor. Nachdem sie auf der Weihnachtsfeier von Sheldrakes Sekretärin erfahren hatte, dass dieser vor ihr schon Affairen mit zahlreichen anderen Frauen aus der Firma hatte, war ihr aufgegangen, dass sie von Sheldrake nur ausgenutzt wird. Daraufhin versuchte sie, sich aus Enttäuschung und Liebeskummer mit Schlaftabletten das Leben zu nehmen. Baxter ruft seinen Nachbarn Dr. Dreyfuss, der bereitwillig Erste Hilfe leistet, nicht ohne den scheinbar rücksichtslosen Lebenswandel des Junggesellen zu kritisieren. Die Patientin erholt sich in Baxters Bett allmählich.
Baxter sorgt dafür, dass Mr. Sheldrake keine Schwierigkeiten bekommt. Um Miss Kubelik aufzumuntern, spielt er mit ihr Gin-Rommé. Als sie wieder halbwegs auf den Beinen ist, wird sie von ihrem Schwager Karl Matuschka abgeholt, der sich über ihren Selbstmordversuch sehr aufregt. Um sie zu schützen, behauptet Baxter, er sei der Schuldige und kassiert dafür Prügel. Sie hat zwar erkennen müssen, dass Sheldrake sie ausgenutzt hat, doch als der kurz darauf angeblich ihretwegen seine Frau verlässt, schwenkt sie noch einmal um. Tatsächlich hat Sheldrake jedoch weiterhin nicht die Absicht, sich offen zu Fran zu bekennen. Er ist in Wirklichkeit von seiner Frau vor die Tür gesetzt worden, nachdem er seine Sekretärin wegen des Gesprächs mit Fran gefeuert hat und diese daraufhin seiner Frau von seinen Affairen erzählt hat.
Am Ende muss sich Baxter entscheiden: will er die Karriereleiter um jeden Preis nach oben klettern? Baxter verweigert Sheldrake ab sofort den Zugang zu seinem Appartement und verliert so seinen Job. Als Kubelik bei der Silvesterfeier davon erfährt, trennt sie sich endgültig vom Personalchef. Sie hat erkannt, dass Baxter sie tatsächlich liebt, und eilt zu ihm. Dieser hat mittlerweile beschlossen, ein neues Leben anzufangen. Auf den gepackten Koffern in Baxters Appartement entdeckt sie die Gin-Rommé-Karten. Anstatt auf eine Liebeserklärung von Baxter zu antworten, drückt sie ihm die Karten in die Hand mit der Aufforderung „Halt den Mund und gib!“.

## Hintergrund
Wilder kam die Idee zu diesem Film, nachdem er den Film Begegnung (1945) gesehen hatte und sich fragte, wie wohl die Zwangslage eines Menschen aussieht, der anderen Pärchen seine Wohnung abtritt. Shirley MacLaine bekam zunächst nur die ersten vierzig Seiten des Drehbuchs zu sehen, weil Wilder nicht wollte, dass sie zu früh den Ausgang der Geschichte kannte. Sie soll angenommen haben, als das Drehbuch noch nicht fertig war. Billy Wilder äußerte später,  The Apartment nie als Komödie betrachtet zu haben.
Die Szene in dem riesigen Großraumbüro zu Beginn des Films ist optisch eine Reverenz an King Vidors Stummfilm Ein Mensch der Masse. Für die Szenen in dem Büro wurden die hinteren Reihen mit kleinwüchsigen Akteuren besetzt sowie speziell entworfenes Mobiliar verwendet. Gedreht wurde in einem Goldwyn-Produktionsstudio in Hollywood. Für die Ausstattung des Films bekam Alexandre Trauner 1961 den Oscar für das beste Szenenbild.
Obwohl Adolph Deutsch für die Musik zuständig war, stammt das populäre Hauptthema Theme From „The Apartment“ (Originaltitel: The Jealous Lover, 1949) vom britischen Komponisten Charles Williams.
Die Weihnachtsparty im Büro wurde am 23. Dezember 1959 gefilmt, damit alle in der richtigen Stimmung waren. Wilder benötigte für die Szenen meist nur eine einzige Einstellung.
Das Drehbuch von Wilder und Diamond diente später als Grundlage für das Musical Promises, Promises von Neil Simon (Buch), Burt Bacharach (Musik) und Hal David (Songtexte). Es wurde zunächst am Broadway von David Merrick produziert. Die deutsche Übertragung von Werner Wollenberger (Dialoge) und Charly Nießen (Songtexte) wurde 1977 unter dem Titel Das Apartment veröffentlicht.
Das Appartement war bis Schindlers Liste (1993) der letzte Schwarzweißfilm, der in der Kategorie „Bester Film“ mit einem Oscar ausgezeichnet wurde. Wilder war auf dem Höhepunkt seines Erfolgs. Er gehört zu den wenigen Filmschaffenden, die für einen einzigen Film gleich drei persönliche Oscars bekamen (nur zehn Regisseuren ist dies bislang gelungen). Er wurde sowohl in den Kategorien „Beste Regie“ und „Bestes Drehbuch“ als auch in der Kategorie „Bester Film“ als Produzent ausgezeichnet.
Im Jahr 2000 produzierte der Bayerische Rundfunk für Fernsehausstrahlungen eine Audiodeskription des Films, gesprochen von Karin Haferland.
Baxter wird als Freund europäischer Kultur gezeigt: Nachdem im Film die ersten „Appartement-Nutzer“ endlich gegangen sind und Baxter in sein Appartement zurückgekommen ist, stellt er zur Entspannung den Fernseher an. Der in Berlin spielende Film Menschen im Hotel mit Greta Garbo wird angekündigt, aber erst kommt Werbung und auf anderen Kanälen Wildwest-Gedröhne. Als er zum Kanal mit dem angekündigten Garbo-Film zurückschaltet, findet er dort immer noch Werbung vor und gibt entnervt auf. Auch die Drucke, die Baxter in seinem Appartement aufgehängt hat, sind von europäischen Künstlern: Klees „Goldfisch“, von Rousseau „Die schlafende Zigeunerin“, „Drei Musiker“ von Picasso, von Chagall „Ich und das Dorf“ (1911), weiter Leger, Mondrian und andere.
Fran wird von Buddy in das bekannte Majestic Theater zu einer Vorstellung des Musicals The Music Man eingeladen, das 1960, bei der Entstehung des Films tatsächlich zu den angesagtesten Shows in New York zählte.
Der Film wurde in der Bundesrepublik Deutschland erstmals am 16. September 1960 aufgeführt. Im deutschen Fernsehen war er erstmals am 25. Dezember 1973 im Abendprogramm des ZDF zu sehen.
Auch finanziell war der Film sehr erfolgreich. Während die Produktionskosten nur bei etwa 3 Mio. Dollar lagen, betrug das Einspielergebnis mehr als 18 Mio. Dollar.

## Synchronisation
Die deutsche Synchronfassung entstand 1960 bei der Ultra-Film Synchron GmbH in Berlin. Das Dialogbuch verfasste Erika Streithorst, die Dialogregie übernahm Josef Wolf.
| Rolle                       | Schauspieler          | Dt. Synchronstimme    |
| --------------------------- | --------------------- | --------------------- |
| C. C. „Bud“ Baxter          | Jack Lemmon           | Georg Thomalla        |
| Fran Kubelik                | Shirley MacLaine      | Gertrud Kückelmann    |
| Jeff D. Sheldrake           | Fred MacMurray        | Wolfgang Lukschy      |
| Dr. Dreyfuss                | Jack Kruschen         | Alfred Balthoff       |
| Joe Dobisch                 | Ray Walston           | Hans Hessling         |
| Al Kirkeby                  | David Lewis           | Siegfried Schürenberg |
| Sylvia, Kirkebys Freundin   | Joan Shawlee          | Tina Eilers           |
| Mrs. Lieberman, Vermieterin | Frances Weintraub Lax | Ursula Krieg          |
| Kollege von C.C. Baxter     | Mason Curry           | Erich Kestin          |
| Fernsehansager              | Bill Baldwin          | Heinz Petruo          |

In der deutschen Synchronisation ist ein Sprechfehler zu hören: Nach der Nacht im Park und verschnupft im Büro ordnet Baxter die Belegung seines Appartements neu und bittet Kirkeby telefonisch (in der 22. Minute des Films), von Donnerstag auf Freitag umzudisponieren; Kirkeby seinerseits schlägt seiner Freundin, der Telefonistin Sylvia, vor, das Treffen – richtigerweise – von Freitag auf Donnerstag zu verlegen, was er dann auch an Baxter durchgibt.

## Kritiken
„Billy Wilder schuf mit dieser überaus bitteren Komödie einen Klassiker, der manchmal derart böse ist, dass einem das Lachen im Halse stecken bleibt. Die Satire auf Geschäftsmoral und willige Untergebene bewegt sich geschickt am Rande der Groteske.“

„Eine der schärfsten, bittersten und erfolgreichsten Billy-Wilder-Komödien: eine böse Satire auf Geschäftsmoral und Duckmäusertum, hervorragend gespielt und bis zur Groteske zugespitzt. Wilder entfaltet seinen Stil der tragikomischen Moralkritik in höchster Vollendung.“

„Im Gewand einer ausgelassenen Komödie mit vielen komischen Einfällen versteckt sich eine zutiefst traurige Geschichte, eine düstere, bis zum offenen Zynismus reichende Reflexion über den Ausverkauf der Menschlichkeit.“

„Eindrucksvoll übersetzt Jack Lemmon in Das Apartment [sic] verbal- und körpersprachlich Baxters Fahrigkeit und versatiles Verhalten – Ausdruck der Preisgabe seiner häuslichen Privatsphäre aus materiellem und sozialem Opportunismus.“

## Auszeichnungen
Academy Awards
Bei der Oscarverleihung am 17. April 1961 war der Film in fünf Kategorien erfolgreich:
- Oscar für den besten Film an Billy Wilder
- Oscar für die beste Regie an Billy Wilder
- Oscar für das beste Originaldrehbuch an Billy Wilder und I. A. L. Diamond
- Oscar für das beste Szenenbild an Alexandre Trauner und Edward G. Boyle
- Oscar für den besten Schnitt an Daniel Mandel
- Fünf weitere Oscar-Nominierungen gab es für Jack Lemmon als besten Hauptdarsteller, Shirley MacLaine als beste Hauptdarstellerin, Jack Kruschen als besten Nebendarsteller sowie für die beste Kamera in einem Schwarzweißfilm und für den besten Ton.

Golden Globes
Bei der 18. Verleihung der Golden Globe Awards war der Film in drei Kategorien siegreich:
- Golden Globe für den besten Film (Komödie)
- Golden Globe für den besten Schauspieler an Jack Lemmon
- Golden Globe für die beste Schauspielerin an Shirley MacLaine

British Academy Film Award
- 1961: British Academy Film Award für den besten Film an Billy Wilder
- 1961: British Academy Film Award für den besten ausländischen Schauspieler an Jack Lemmon
- 1961: British Academy Film Award für die beste ausländische Schauspielerin an Shirley MacLaine

Cinema Writers Circle Awards, Spanien
- 1964: CEC Award für den besten Film

Directors Guild of America
- 1961: DGA Award für hervorragende Regiearbeit an Billy Wilder und Hal W. Polaire (Regie-Assistent)

Laurel Awards
- 1961: Golden Laurel für Shirley MacLaine als beste Schauspielerin (Drama)
- 1961: Golden Laurel für die beste Komödie
- 1961: Golden Laurel für Jack Lemmon als besten Schauspieler (Komödie)

New York Film Critics Circle Awards
- 1960: NYFCC Award für den besten Regisseur an Billy Wilder (gemeinsam mit Jack Cardiff für Sons and Lovers)
- 1960: NYFCC Award für den besten Film (gemeinsam mit Jack Cardiff für Sons and Lovers)
- 1960: NYFCC Award für das beste Drehbuch an Billy Wilder und I. A. L. Diamond

Filmfestspiele von Venedig
- 1960: Coppa Volpi für die beste Schauspielerin an Shirley MacLaine

Writers Guild of America
- 1961: WGA Award für die best geschriebene amerikanische Komödie an Billy Wilder und I. A. L. Diamond

Spätere Auszeichnungen vom renommierten American Film Institute
- 1998 erreichte der Film in der Liste der 100 besten Filme aller Zeiten Platz 93, 2007 verbesserte er sich auf Rang 80.
- Der Film wurde in der Liste der 100 besten Komödien aller Zeiten auf Rang 20 gewählt.
- In der Liste der 100 besten Liebesfilme aller Zeiten belegt der Film Platz 62.

Library of Congress
- 1994: Aufnahme in das National Film Registry

Bundeszentrale für politische Bildung
- 2003: Aufnahme in den Filmkanon